# الصلبي (الطيال)

تعديل مصدري - تعديل

الصلبي هي إحدى قرى عزلة بني سحام بمديرية الطيال التابعة لمحافظة صنعاء، بلغ تعداد سكانها 248 نسمة حسب تعداد اليمن لعام 2004.